# Зогољ
Зогољ је некадашње село у Албанији, Област Мат. 
У вријеме турске владавине, у доба Ивана Јастребова, село Зогољ је било главно мјесто бајрака Зогољ и главно мјесто у Мату. Од свих 19 села бајрака, Зогољ је имао највише кућа (150), а у том селу је била и кула Мат. Јастребов назив повезује са словенском рјечју соко - соколовци, зог је птица уопће. У селу је у вријеме Јастребова била и резиденција кајмакама, а тадашњи кајмакам је био Џелал-паша Зогољ, поријеклом из зетског племена Бушатлија, из села Бушата код Скадра. Он је био син Џеладина паше. Школован је у Цариграду, имао је природну памет, али не и велико образовање. Његова окружна управа је била смјештена у његовој сопственој кући, на предивном мјесту са којег се видјело цијело пространство које заузима Мат. Село се налазило одмах поред села Бургајет (Бурђајет).